# Estación de Kalmthout
La estación de Kalmthout es una estación de tren belga situada en Kalmthout, en la provincia de Amberes, región Flamenca.
Pertenece a la línea  de S-Trein Antwerpen.

## Situación ferroviaria
La estación se encuentra en la línea 12 (Amberes-Essen-frontera)

## Intermodalidad
| Kalmthout Station |                   |
| Autobuses de Amberes                                                                                                   |                   |
| --- | ----------------- |
| \| Línea \| Recorrido \| \| ----- \| ----------------- \| \| 670 \| Essen ↔ Kapellen \| \| 676 \| Essen ↔ Kalmthout \| |                   |
| Línea | Recorrido         |
| 670 | Essen ↔ Kapellen  |
| 676 | Essen ↔ Kalmthout |